# レンピトゥ
レンピトゥ (エストニア語: Lembitu, Lembit, ラテン語: Lambite, Lembito, Lembitus　生年不詳 - 1217年9月21日) は、古エストニア・サカラの首長。13世紀初頭にエストニアに侵攻したリヴォニア帯剣騎士団のドイツ人に対し、エストニア人の連合軍を組織して対抗した。彼に関する文献はリヴォニアのヘンリクスの年代記に限られるとはいえ、リヴォニア十字軍以前のエストニアの支配者として唯一その生涯が知られている人物である。
年代記によれば、1211年、レンピトゥ率いるエストニア軍がサカラにあったリヴォニア騎士団の砦を攻略し、ノヴゴロド共和国領のプスコフまでを略奪した。それに対して1215年、ドイツ人がレホラ砦を陥としてレンピトゥを捕虜にした。その後1217年に彼は釈放された。
レンピトゥはドイツ人の侵略に抵抗するため、エストニア人の連合を試みた。最終的に彼の軍は6000人に膨れ上がったが、1217年9月の聖マタイの日の戦いで敗れ、戦死した。